# Wouter Burger
Wouter Burger (Zuid-Beijerland, 16 februari 2001) is een Nederlands voetballer die doorgaans als middenvelder speelt. Hij staat onder contract bij Stoke City.

## Clubcarrière
Burger begon zijn loopbaan bij ZBVH in Zuid-Beijerland. Via Vv SHO en Excelsior kwam hij in de jeugdopleiding van Feyenoord terecht.
Vanaf seizoen 2018/19 zat Burger bij de A-selectie van Feyenoord. Hij maakte zijn officiële debuut op 16 augustus 2018 in de thuiswedstrijd in de UEFA Europa League tegen AS Trenčín. Burger viel in de 83e minuut in voor Malacia. Feyenoord speelde deze wedstrijd met 1–1 gelijk, waardoor het Europees uitgeschakeld was. In de laatste wedstrijd van het seizoen, tegen Fortuna Sittard, maakte Burger zijn Eredivisiedebuut door Vente te vervangen. In het volgende Eredivisie-seizoen maakte hij zijn basisdebuut voor Feyenoord in de derby tegen Sparta Rotterdam. Op 29 augustus 2019 scoorde Burger voor het eerst voor Feyenoord, in de play-offs voor de Europa League tegen Hapoel Beër Sjeva. In de tweede seizoenshelft van het seizoen 2019/20 werd Burger verhuurd aan Excelsior. Door de coronapandemie duurde de verhuurperiode korter dan gedacht. Burger speelde acht de wedstrijden voor Excelsior.

## Clubstatistieken
| Seizoen                    | Club             | Competitie     | Competitie | Competitie | Beker | Beker | Int. | Int. | Overig | Overig | Totaal | Totaal |
| Seizoen                    | Club             | Competitie     | Wed.       | Dlp.       | Wed.  | Dlp.  | Wed. | Dlp. | Wed.   | Dlp.   | Wed.   | Dlp.   |
| -------------------------- | ---------------- | -------------- | ---------- | ---------- | ----- | ----- | ---- | ---- | ------ | ------ | ------ | ------ |
| 2018/19                    | Feyenoord        | Eredivisie     | 1          | 0          | 1     | 0     | 1    | 0    | 0      | 0      | 3      | 0      |
| 2019/20                    | Feyenoord        | Eredivisie     | 6          | 0          | 0     | 0     | 4    | 1    | 0      | 0      | 10     | 1      |
| 2019/20                    | Excelsior        | Eerste divisie | 7          | 0          | –     | –     | –    | –    | 0      | 0      | 0      | 0      |
| Clubtotaal                 | Clubtotaal       | Clubtotaal     | 7          | 0          | 0     | 0     | 0    | 0    | 0      | 0      | 7      | 0      |
| 2020/21                    | Feyenoord        | Eredivisie     | 1          | 0          | 0     | 0     | 0    | 0    | 0      | 0      | 1      | 0      |
| 2020/21                    | Sparta Rotterdam | Eredivisie     | 18         | 2          | 1     | 0     | –    | –    | 1      | 0      | 20     | 2      |
| Clubtotaal                 | Clubtotaal       | Clubtotaal     | 18         | 2          | 1     | 0     | 0    | 0    | 1      | 0      | 20     | 2      |
| 2021/22                    | Feyenoord        | Eredivisie     | 1          | 0          | –     | –     | 1    | 0    | 0      | 0      | 2      | 0      |
| Clubtotaal                 | Clubtotaal       | Clubtotaal     | 9          | 0          | 1     | 0     | 6    | 1    | 0      | 0      | 16     | 1      |
| 2021/22                    | FC Basel         | Super League   | 26         | 0          | 2     | 0     | 7    | 0    | 0      | 0      | 35     | 0      |
| 2022/23                    | FC Basel         | Super League   | 30         | 4          | 2     | 0     | 18   | 2    | 0      | 0      | 50     | 6      |
| 2023/24                    | FC Basel         | Super League   | 3          | 0          | –     | –     | 2    | 0    | 0      | 0      | 5      | 0      |
| Clubtotaal                 | Clubtotaal       | Clubtotaal     | 59         | 4          | 4     | 0     | 27   | 2    | 0      | 0      | 90     | 6      |
| 2023/24                    | Stoke City       | Championship   | 39         | 3          | 2     | 1     | –    | –    | 0      | 0      | 41     | 4      |
| 2024/25                    | Stoke City       | Championship   | 39         | 1          | 6     | 0     | –    | –    | 0      | 0      | 45     | 1      |
| Clubtotaal                 | Clubtotaal       | Clubtotaal     | 78         | 4          | 8     | 1     | 0    | 0    | 0      | 0      | 86     | 5      |
| 2025/26                    | Hoffenheim       | Bundesliga     | 0          | 0          | 0     | 0     | –    | –    | 0      | 0      | 0      | 0      |
| Clubtotaal                 | Clubtotaal       | Clubtotaal     | 0          | 0          | 0     | 0     | 0    | 0    | 0      | 0      | 0      | 0      |
| Carrièretotaal             | Carrièretotaal   | Carrièretotaal | 171        | 10         | 14    | 1     | 33   | 3    | 1      | 0      | 219    | 14     |
| Bijgewerkt op 22 juli 2025 |                  |                |            |            |       |       |      |      |        |        |        |        |

## Interlandcarrière
Op 24 november 2015 debuteerde Burger voor Nederland onder 15 jaar, tegen België onder 15 jaar. Een jaar later, op 8 december 2016, debuteerde Burger voor Nederlands onder 16 jaar, tegen de leeftijdsgenoten van Tsjechië. In deze wedstrijd scoorde hij de 3–0 in een 3–2 overwinning. Op 8 september 2017 speelde Burger ook zijn eerste wedstrijd voor Nederland onder 17, waarmee hij in 2018 het EK onder 17 won door in de finale de leeftijdsgenoten van Italië na strafschoppen te verslaan. Net als in de kwartfinale en in de halve finale benutte Burger zijn strafschop. Burger speelde later ook voor het Nederlands elftal onder 18 jaar en onder 19 jaar.

## Erelijst
| Competitie                         | Winnaar (1ste) | Winnaar (1ste) | Finalist (2de) | Finalist (2de) | Derde  | Derde |
| Competitie                         | Aantal         | Jaren          | Aantal         | Jaren          | Aantal | Jaren |
| ---------------------------------- | -------------- | -------------- | -------------- | -------------- | ------ | ----- |
| Feyenoord                          |                |                |                |                |        |       |
| Johan Cruijff Schaal               | 1×             | 2018           |                |                |        |       |
| Nederland –17                      |                |                |                |                |        |       |
| Europees kampioenschap voetbal –17 | 1×             | 2018           |                |                |        |       |